# Sitkagran

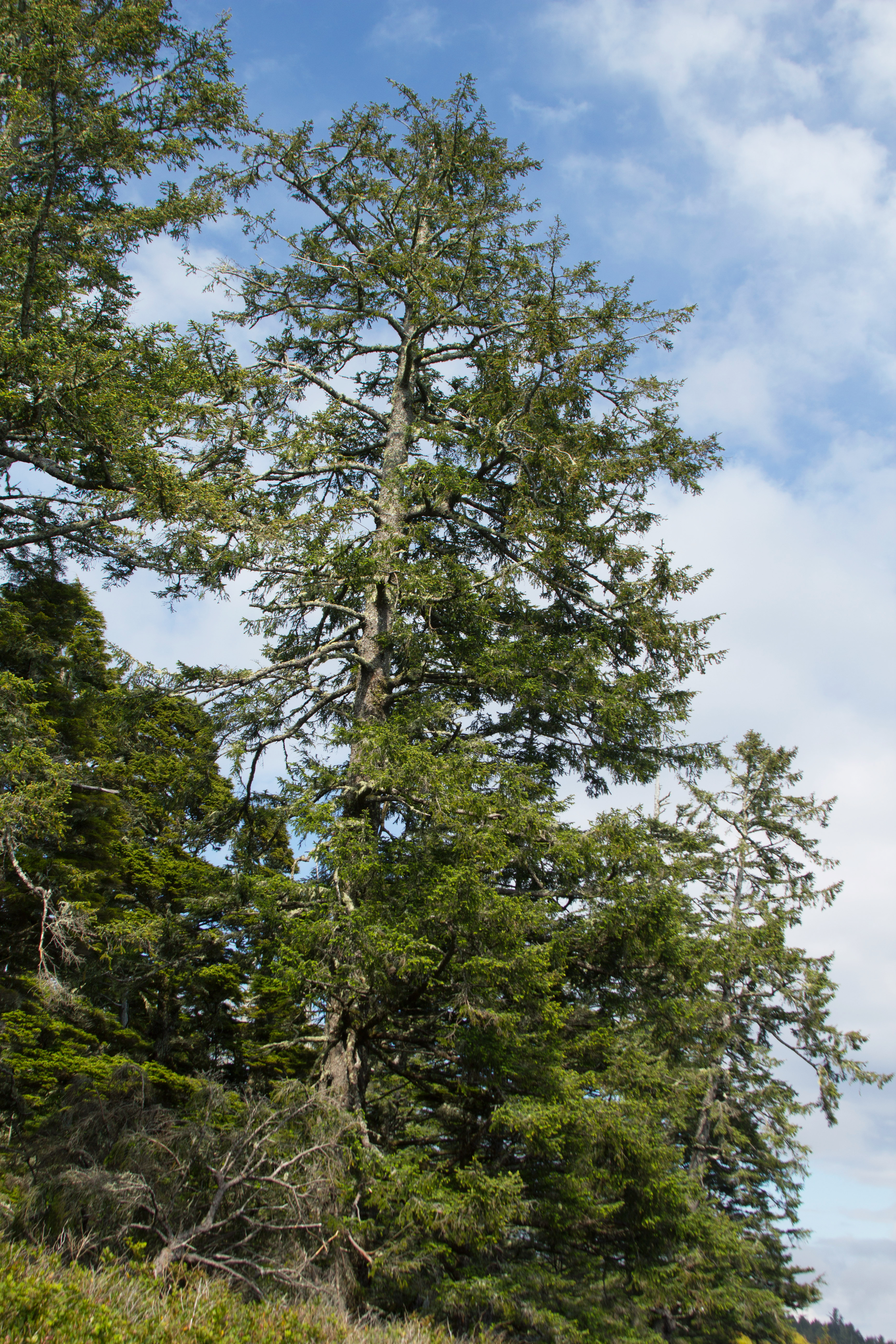
En sitkagran på Vancouverön i Kanada.

Sitkagran (Picea sitchensis) är en trädart i gransläktet som ursprungligen kommer från Stillahavskusten i Nordamerika (från Kalifornien till Alaska). På Vancouverön finns det sitkagranar som är över 90 meter höga, och historiskt har det funnits träd på upp mot 100 meter, vilket gör den till den högsta granen. Den föredrar fuktigt kustklimat och har fått sitt namn från orten Sitka i sydöstra Alaska.
I Europa har sitkagranen odlats i större skala i länderna kring Nordsjön under en längre tid, bland annat i Storbritannien och i Norge. I Sverige var andelen sitkagran 2005 mycket liten jämfört med den totala skogsarealen. En avverkning, den dittills största i Sverige, ägde rum utanför Varberg 2009.
En norsk studie har visat på snabbare tillväxt för sitkagran jämfört med vanlig gran (Picea abies), med den största skillnaden i norr. Sitkagranen har i Norge dock blivit uppsatt på Artsdatabankens svarteliste 2012 och 2018 på dess efterföljare Fremmedartslista.